# Zeria schoenlandi
Espèce
Synonymes
- Solpuga schoenlandi Pocock, 1900

Zeria schoenlandi est une espèce de solifuges de la famille des Solpugidae.

## Distribution
Cette espèce se rencontre en Afrique du Sud, en Namibie et au Zimbabwe.

## Description
Le mâle holotype mesure 35 mm.
Le mâle décrit par Roewer en 1933 mesure 35 mm et la femelle 41 mm.

## Étymologie
Cette espèce est nommée en l'honneur de Selmar Schönland.

## Publication originale
- Pocock, 1900 : Some new Arachnida from Cape Colony. Annals and Magazine of Natural History, sér. 7, vol. 6, p. 316-333 (texte intégral).